# Troells troldspejl
|  | Denne artikel er oprettet af botten PalnaBot ud fra en ekstern database. Den kan derfor have sproglige fejl eller mangler. Denne skabelon kan fjernes efter kontrol af indholdet. |

Troells troldspejl er en portrætfilm fra 2008 instrueret af Thomas Danielsson efter eget manuskript.

## Handling
Den svenske instruktør Jan Troell har for første gang sagt ja til en portrætfilm. Her fortæller han om sit arbejde med filmkunsten gennem et halvt århundrede. Om de Oscarnominerede Udvandrerne og Nybyggerne, sit konfliktfyldte møde med Hollywood og sin seneste film Maria Larssons evige øjeblik. Men også om betydningen af at filme sine film selv og om at se virkeligheden klarest gennem kameraets optik. Troell har generøst stillet sit omfattende private arkiv til rådighed, og hans åbenhjertige kommentarer til gensynet med disse optagelser bliver til et intimt indblik i hans liv. Markante oplevelser fra barndommen og instruktørens filmerfaringer samles i troldspejlet til en film om en af Skandinaviens største filmskabere.